# Mihnea Popa
Mihnea Popa (* 11. August 1973) ist ein rumänisch-amerikanischer Mathematiker, der sich mit algebraischer Geometrie befasst.
Popa studierte an der Universität Bukarest (bis 1996) und an der University of California, Los Angeles (bis 1997) und wurde 2001 bei Robert Lazarsfeld an der University of Michigan promoviert (Linear Series on Moduli Spaces of Vector Bundles on Curves). Von 2001 bis 2005 war er Benjamin Peirce Assistant Professor an der Harvard University, ab 2005 Assistant Professor an der University of Chicago, ab 2007 Associate Professor an der University of Illinois at Chicago und ab 2014 Professor an der Northwestern University.
Er war eingeladener Sprecher auf dem internationalen Mathematikerkongress in Rio de Janeiro 2018 (D-Modules in Birational Geometry).
2015 wurde er zum Fellow der American Mathematical Society ernannt. Des Weiteren erhielt er das AMS Centennial Fellowship (2005–2007) und war Sloan Research Fellow (2007–2009) und Simons Fellow (2015/16). Seit 1996 ist er Mitglied des mathematischen Instituts der rumänischen Akademie der Wissenschaften.

## Schriften (Auswahl)
- mit Giuseppe Pareschi: Regularity on abelian varieties I, J. Amer. Math. Soc., Band 16, 2003, S. 285–302.
- mit Gavril Farkas: Effective divisors on {\displaystyle M_{g}}, curves on K3 surfaces, and the Slope Conjecture, J. Algebraic Geom., Band 14, 2005, S. 241–267.
- mit Lawrence Ein, R. Lazarsfeld, Mircea Mustaţă, Michael Nakamaye: Asymptotic invariants of base loci, Ann. Inst. Fourier, Band 56, 2006, S. 1701–1734.
- mit Robert Lazarsfeld: Derivative complex, BGG correspondence, and numerical inequalities for compact Kähler manifolds, Invent. Math., Band 182. 2010, S. 605–633.
- mit C. Schnell: Generic vanishing theory via mixed Hodge modules, Forum of Mathematics, Sigma 1, 2013, S. 1–60.
- mit Christian Schnell: Kodaira dimension and zeros of holomorphic one-forms, Ann. of Math., Band 179, 2014, S. 1–12. Arxiv
- Kodaira-Saito vanishing and applications, L’Enseignement Mathémathique, Band 62,  2016, S.  49–89. Arxiv
- Positivity for Hodge modules and geometric applications, Proceedings of the 2015 AMS Summer Institute, Salt Lake City, 2016.
- mit Mircea Mustata: Hodge Ideals, Memoirs AMS 2016, Arxiv
- mit C. Schnell: Viehweg’s hyperbolicity conjecture for families with maximal variation, Invent. Math., Band 208, 2017, S.  677–713, Arxiv
- mit Giuseppe Pareschi, Christian Schnell: Hodge modules on complex tori and generic vanishing for compact Kähler manifolds, Geom. Topol., Band 21, 2017, S. 2419–2460
- mit Mustata: Hodge ideals for {\displaystyle \mathbb {Q} }-Divisors, 1,2, Arxiv 2018, Teil 1, Arxiv, Teil 2
- D-modules in birational geometry, ICM 2018, Arxiv